# 1938年の宝塚歌劇公演一覧
本項目では、1938年の宝塚歌劇公演一覧（1938ねんのたからづかかげきこうえんいちらん）について示す。

## 一覧
（）内は、作者または演出者名。

### 宝塚公演

#### 星組
- 1月1日 - 1月31日　宝塚大劇場
  - 『忘れじの歌』（白井鐡造）　　
  - 『満洲より北支へ』（岸田辰彌）

#### 雪組
- 1月1日 - 1月10日　宝塚中劇場
  - 『信長記』（久松一聲）
  - 『光は東方より』（東郷静男）

- 2月1日 - 2月28日　宝塚大劇場	
  - 『風雲長崎時代』（水田茂　演出）　　
  - 『寳塚オーケストラの少女』（宇津秀男）
  - 『ミシシッピー・ロマンス』（加藤忠松）

#### 月組
- 3月1日 - 3月31日　宝塚大劇場	
  - 『荒城の月』（東郷静男）　
  - 『寳塚フォリーズ』（宇津秀男）

#### 雪組
- 3月10日 - 3月21日　宝塚中劇場	
  - 『玉藻前』（坪井正直）
  - 『もつれた花束』（堀正旗）
  - 『ごぶらん織』（小野晴通）
  - 『春が来た』（東信一）

#### 花組
- 4月1日 - 4月30日　宝塚大劇場	
  - 『空海』（小野晴通）　
  - 『チロルよいとこ』（宝塚文芸部）
  - 『吉例春のをどり』（宝塚文芸部）

#### 星組
- 5月1日 - 5月31日　宝塚大劇場	
  - 『衣川合戰』（堀正旗）
  - 『軍國女學生』（海野啓一　原作、東郷静男　演出）
  - 『スヰート・メロディ』（東信一）

#### 花組
- 5月7日 - 5月22日　宝塚中劇場	
  - 『宝刀黄金丸』（久松一聲）
  - 『チロルよいとこ』（宝塚文芸部）
  - 『五人道成寺』（水田茂）
  - 『五十番街の少女達』（中西武夫）

#### 雪組
- 6月1日 - 6月30日　宝塚大劇場	
  - 『武器なき勇士』（松田武　原作、加藤忠松　演出）　　
  - 『日本の女性』（楳茂都陸平)
  - 『樂しき繪本』（吉富一郎）

#### 星組
- 6月4日 - 6月12日　宝塚中劇場
  - 『子供にはお菓子を』（坪井正直）　　
  - 『成吉思汗』（久松一聲）
  - 『石神明神』（小野晴通）
  - 『五十番街の少女達』（中西武夫）

- 6月13日 - 6月19日　宝塚中劇場
  - 『子供にはお菓子を』（坪井正直）　　
  - 『成吉思汗』（久松一聲）　
  - 『石神明神』（小野晴通）
  - 『ポンペリイ博士』（白井鐡造）

#### 月組
- 7月1日 - 7月31日　宝塚大劇場	
  - 『花ある氷河』（藤澤桓夫　作、中西武夫　脚本・演出）　　
  - 『木賊刈』（楳茂都陸平）
  - 『ビッグ・アップル』（岡田恵吉）

#### 雪組
- 7月10日 - 7月24日　宝塚中劇場	
  - 『淺間嶽』（竹原光三）
  - 『樂しき唄』（吉富一郎）
  - 『夏のをどり』（宝塚文芸部）

#### 花組
- 8月1日 - 8月31日　宝塚大劇場	
  - 『金平巡國記』（久松一聲）　
  - 『三つのワルツ』（白井鐡造）

#### 月組
- 8月7日 - 8月21日　宝塚中劇場	
  - 『芦笛』（水田茂）
  - 『スモール・アップル』（岡田恵吉）　　
  - 『いつも健康で』（東信一）

#### 星組
- 9月1日 - 9月30日　宝塚大劇場	
  - 『若き日』（東郷静男）　　
  - 『淑香傳』（香村菊雄　原作、中西武夫　改作）
  - 『ショウイズオン』（宇津秀男）

#### 雪組
- 10月1日 - 10月31日　宝塚大劇場	
  - 『当世嫁えらび』（坪井正直）　　
  - 『曠野の花』（加藤忠松）
  - 『揚子江』（海野啓一　原作、東郷静男　改作）

#### 星組
- 10月12日 - 10月25日　宝塚中劇場	
  - 『淑香傳』（香村菊雄　原作、中西武夫　改作）
  - 『彌宜山伏』（小野晴通）
  - 『獨逸少年獻金隊』（堀正旗）

#### 月組
- 11月1日 - 11月30日　宝塚大劇場
  - 『伯林羅馬』（吉富一郎）　　
  - 『夜討』（楳茂都陸平）
  - 『マーチ・オン・タイム』（岡田恵吉）

#### 花組
- 12月1日 - 12月28日　宝塚中劇場	
  - 『寳塚をとめ』（宝塚文芸部　構成）　　
  - 『思ひつき夫人』（平井房人　原作、大森正男　脚本）
  - 『茨木』（塩谷孝太郎）
  - 『二人の戰友』（堀正旗）

### 東京公演

#### 月組
- 1月1日 - 1月31日　東京宝塚劇場
  - 『たのもしき銃後』（中西武夫）
  - 『鏡獅子』（水田茂）
  - 『たからじぇんぬ』（白井鐡造）

#### 花組
- 2月3日 - 2月28日　東京宝塚劇場
  - 『改修たからじぇんぬ』（白井鐡造）
  - 『棒しばり』（水田茂）
  - 『宝石パレード』（中西武夫）

#### 星組
- 3月3日 - 3月29日　東京宝塚劇場
  - 『忘れじの歌』（白井鐡造）
  - 『さくら娘』（水田茂）
  - 『満洲より北支へ』（岸田辰彌）

#### 雪組
- 4月1日 - 4月25日　東京宝塚劇場
  - 『宝塚オーケストラの少女』（宇津秀男）
  - 『古例春のをどり』（水田茂　演出）
  - 『ミシシッピ・ロマンス』（加藤忠松）

#### 月組
- 4月28日 - 5月29日　東京宝塚劇場
  - 『荒城の月』（東郷静男）
  - 『連獅子』（錢谷信昭・楳茂都陸平）
  - 『宝塚フォリーズ』（宇津秀男）

#### 花組
- 6月1日 - 6月28日　東京宝塚劇場
  - 『テレサの日記』（宝塚文芸部　作、加藤忠松　演出）
  - 『チロルよいとこ』（東郷静男　演出）
  - 『新曲五色旗』（宝塚文芸部）

#### 星組
- 7月1日 - 7月31日　東京宝塚劇場
  - 『軍國女學生』（海野啓一　原作、東郷静男　演出）
  - 『五十番街の少女達』（中西武夫）
  - 『スヰート・メロディ』（宝塚文芸部）

#### 雪組
- 8月3日 - 8月29日　東京宝塚劇場
  - 『木村重成の妻』（小野晴通）
  - 『太刀盗人』（水田茂）
  - 『樂しき繪本』（吉富一郎）

#### 月組
- 9月1日 - 9月28日　東京宝塚劇場
  - 『花ある氷河』（藤澤桓夫　作、中西武夫　脚本・演出）
  - 『經政出陣』（楳茂都陸平）
  - 『ビッグ・アップル』（岡田恵吉）

#### 花組
- 10月1日 - 10月31日　東京宝塚劇場
  - 『ハロー伯林』（水田茂）
  - 『娘妙成寺』（水田茂）
  - 『三つのワルツ』（白井鐡造）

#### 雪組
- 11月2日 - 11月28日　東京宝塚劇場
  - 『淑香傳』（香村菊雄　原作、中西武夫　改作）
  - 『宝塚をどり』（楳茂都陸平）
  - 『ショウイズオン』（宇津秀男）

### 宝塚・東京以外の日本公演
- 花組　1月6日 - 1月12日　名古屋宝塚劇場
  - 『テレサの日記』（加藤忠松）
  - 『黄金の初夢』（坪井正直）
  - 『太陽の唄』（東郷静男　演出）

- 星組　4月1日 - 4月10日　名古屋宝塚劇場
  - 『忘れじの歌』（白井鐡造）
  - 『五人道成寺』（水田茂）
  - 『満洲より北支へ』（岸田辰彌）

- 雪組　4月27日 - 5月1日　岐阜
  - 『ごぶらん織』（小野晴通）
  - 『もつれた花束』（堀正旗）
  - 『勧進帳』（楳茂都陸平）
  - 『踊る寶塚』

- 雪組　5月8日　大阪・軍人会館

- 花・雪組　9月24日　大阪・軍人会館

- 星組　10月23日 - 10月30日　静岡宝塚劇場
  - 『寶三番叟』（久松一聲）
  - 『忘れじの歌』（白井鐡造）
  - 『寶塚をどり』

- 花組　11月2日 - 11月10日　名古屋宝塚劇場
  - 『ハロー伯林』（堀正旗）
  - 『娘道成寺』（錢谷信昭）
  - 『三つのワルツ』（白井鐡造）

- 合同　12月3日 - 12月25日　大阪・北野劇場
  - 『寶塚振袖音頭』（楳茂都陸平）
  - 『寶塚フェスティバル』（宇津秀男）
  - 『三つのワルツ』（白井鐡造）

## 海外公演

### 第1回ヨーロッパ公演
- 1938年10月2日出発、1939年3月4日[1]帰国。「日独伊親善芸術使節団」としてドイツ、イタリア、ポーランド、クロアチアの26都市[1]で公演。

公演日と公演地
- 11月14日、20日 - 23日　ドイツ（ベルリン）
- 11月29日 - 31日　ポーランド（ワルシャワ）
- 12月2日 - 17日　イタリア（トリエステ、ベネチア、ボローニャ、ジェノバ、トリノ、ミラノ、フィレンツェ、ローマ、ナポリ）、クロアチア（リエカ、1938年当時はイタリア領フィウメ）
- 12月20日 - 1月26日　ドイツ（ドルトムント、フライブルク、カールスルーエ、マンハイム、マインツ、ザールブリュッケン、カッセル、ライプチッヒ、ドレスデン、デュッセルドルフ、ミュンシュテル、ケルン、ミュンヘン）、ポーランド（ヴロツワフ、1938年当時はドイツ領ブレスラウ）

主な演目
『大島節』『三番叟』『川端』『太刀の踊』『雪姫』『雪』『大漁踊』『紅葉狩』『棒しばり』『五人道成寺』『豊年踊』『お小夜』『祇園小唄』『勢獅子』『馬鹿ばやし』『宝塚音頭』『島の娘』『かっぽれ』『曽我対面』『東京音頭』『雪娘』
参加スタッフ
團長：小林米三
總監督：秦豊吉
樂長：須藤五郎
副樂長：長谷川良夫
振付：水田茂
文藝部：東郷静男
背景：横川信幸
生徒監：丸山源
小道具：上田惣治
　〃  　 ：坂尾末造
大道具：虎谷吉松
　〃  　 ：岡本常吉
衣裳：木下眞
　〃 ：膳師善三郎
　〃 ：田中光近
鬘師：濱田菊雄
　〃 ：長谷川益孝
効果：松岡智一
選抜生徒（30名）
- 組長：天津乙女
- 副組長：奈良美也子

- 雲野かよ子
- 汐見洋子
- 室町良子
- 梅香ふみ子
- 玉津真砂
- 月影笙子
- 華澤栄子
- 千村克子
- 久美京子

- 貫玉代
- 秩父晴世
- 月野花子
- 打吹美砂
- 草場咲耶
- 銀鈴音
- 糸井しだれ
- 牧藤尾
- 若竹操

- 桜野里子
- 三代あずさ
- 東雲千鶴子
- 麗明美
- 月草依子
- 天原まゆみ
- 春日千鶴子
- 桜戸春子
- 大泉うた子

- 星影美砂子